# Miroslava Kuciaková
Miroslava Kuciaková est une ancienne joueuse slovaque de volley-ball née le 31 janvier 1989 à Žilina. Elle mesure 1,78 m et jouait au poste de réceptionneuse-attaquante. Elle a totalisé 77 sélections en équipe de Slovaquie. Elle a mis un terme à sa carrière de volleyeuse professionnelle en mai 2018.

## Clubs
| Club                    | De        | À         |
| ----------------------- | --------- | --------- |
| ŠK ŽU Žilina            |           | 2006-2007 |
| VK Doprastav Bratislava | 2007-2008 | 2009-2010 |
| Slávia UK               | 2010-2011 | 2012-2013 |
| TJ Sokol Šternberk      | 2013-2014 | 2013-2014 |
| Slávia UK               | jan 2014  | 2014-2015 |
| Ladies in Black Aachen  | 2015-2016 | 2015-2016 |
| SES Calais              | 2016-2017 | 2016-2017 |
| Évreux Volley-ball      | 2017-2018 | 2017-2018 |
| VK Slávia EU Bratislava | jan 2018  | mai 2018  |

## Palmarès

### Équipe nationale
- Ligue européenne
  - Finaliste : 2016.

### Clubs
- Championnat de Slovaquie
  - Vainqueur : 2009, 2011, 2015.
  - Finaliste : 2012, 2014, 2018.
- Coupe de Slovaquie
  - Vainqueur : 2008, 2009, 2015.
  - Finaliste : 2010, 2011, 2012, 2014.